# Grin
Denna artikel behandlar spelutvecklaren GRIN. För andra betydelser, se gråt och skratt (det senare dialektalt)
Grin var ett svenskt företag som utvecklade datorspel. Företaget grundades år 1997 av bröderna Bo och Ulf Andersson. 
Grin hade sitt huvudkontor i Stockholm och expanderade under 2007 med två nya kontor, ett i Barcelona och ett i Göteborg. Under 2009 tvingades de nya kontoren stängas på grund av ekonomiska bekymmer – följt av en konkursansökan den 12 augusti 2009.
Efter nedläggningen bildades tre nya spelutvecklingsföretag av före detta anställda: Outbreak Studios i augusti 2009, Might and Delight i april 2010 och Whiteout i augusti 2010.

## Lista över spel som är utvecklade av Grin
| Speltitel                                      | År   | Plattform                             |
| ---------------------------------------------- | ---- | ------------------------------------- |
| Ballistics                                     | 2001 | Windows                               |
| Ballistics Arcade                              | 2002 | Arkadspel                             |
| Bandits – Phoenix Rising                       | 2002 | Windows                               |
| Tom Clancy's Ghost Recon Advanced Warfighter   | 2006 | Windows                               |
| Tom Clancy's Ghost Recon Advanced Warfighter 2 | 2007 | Windows                               |
| Bionic Commando Rearmed                        | 2008 | Xbox Live Arcade, Playstation Network |
| Bionic Commando                                | 2009 | Xbox 360, Playstation 3, Windows      |
| Wanted: Weapons of Fate                        | 2009 | Xbox 360, Playstation 3, Windows      |
| Terminator Salvation                           | 2009 | Xbox 360, Playstation 3, Windows      |